# Lago del Sihl
El lago del Sihl (del alemán: Sihlsee) es un lago artificial o embalse situado en el centro de Suiza, concretamente en el cantón de Schwyz. Ubicado en las proximidades de la localidad de Einsiedeln, tiene una longitud máxima de 8,5 km y una anchura máxima de 2,5 km. La profundidad máxima es de 17 m. Con 11,3 km² es el embalse de mayor superficie en toda Suiza. Su afluente más importante es el río Sihl, que es a su vez el desagüe.
La construcción comenzó en el año 1932, empezando por la carretera que discurre alrededor del embalse, dos puentes y finalmente la presa de 33 metros de altura. Se inauguró en septiembre del año 1937. Para posibilitar su construcción tuvieron que ser desplazadas 1.762 personas.
El embalse tiene una capacidad de 96 hm³ y se utiliza para la generación de energía hidroeléctrica, produciendo anualmente 270 millones de kWh. La electricidad producida es usada para alimentar la red de ferrocarriles.

## Galería de imágenes

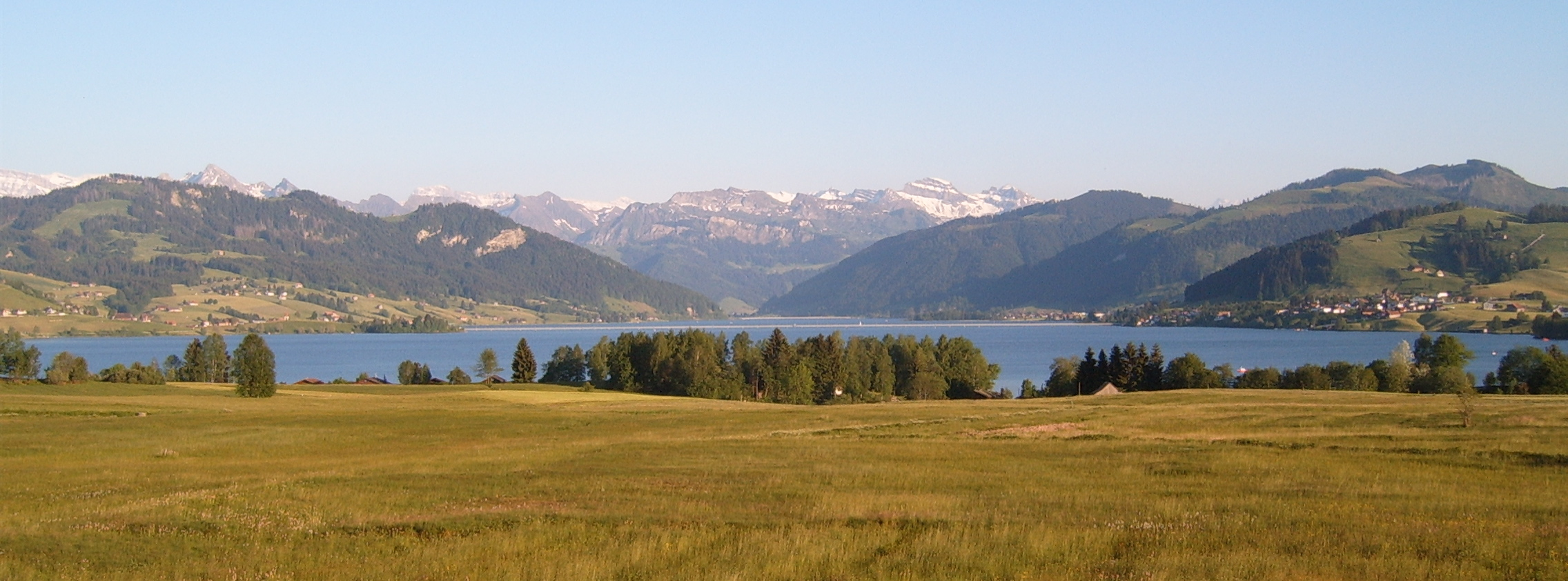
Vista del lago del Sihl hacia el sur
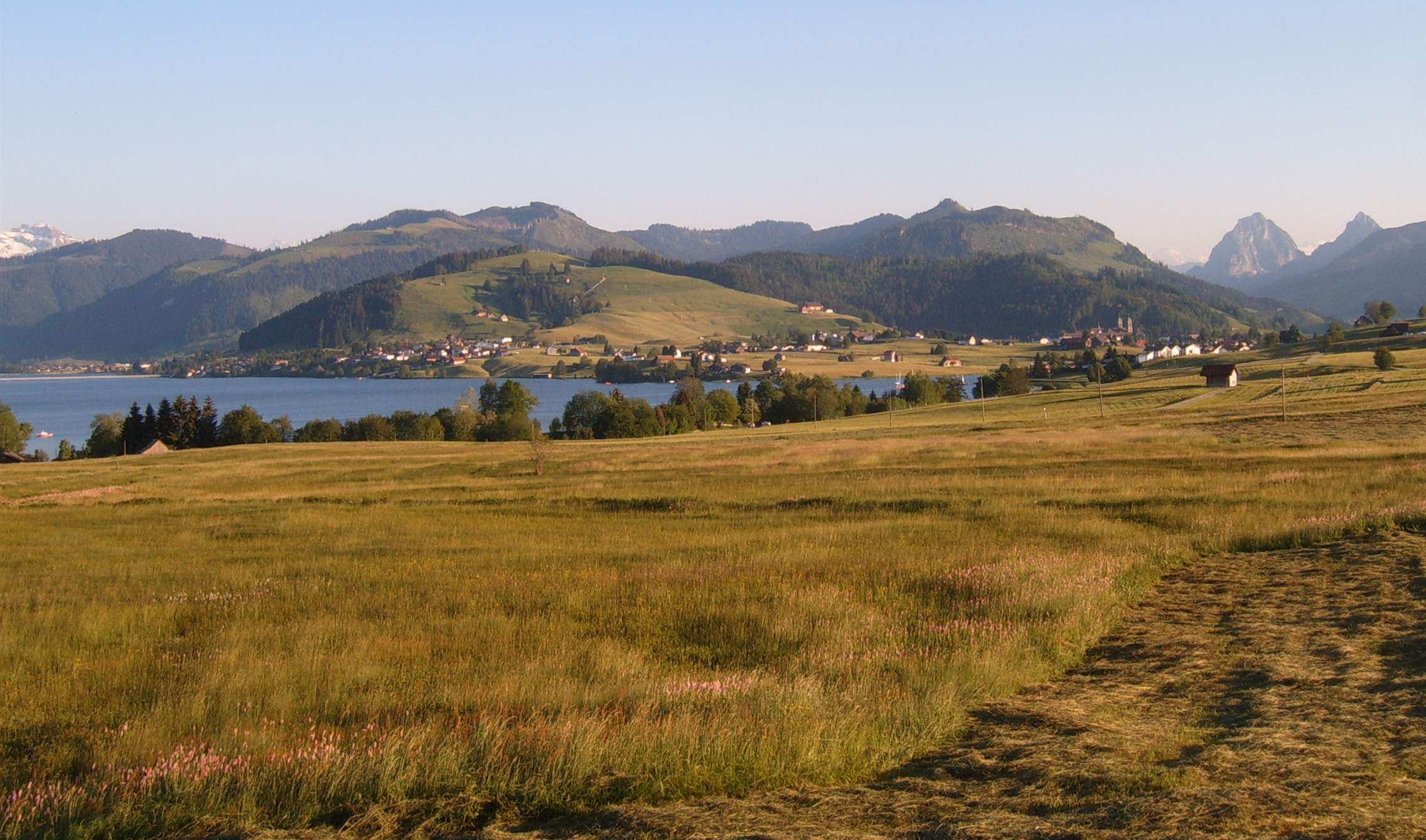
Vista del lago, con Einsiedeln y la abadía al fondo.

- Datos: Q688846
- Multimedia: Sihlsee / Q688846